# وادي الحمل
وادي الحَمَل هو أحد أودية شبه الجزيرة العربية، ويقع في منطقة الرياض بالمملكة العربية السعودية. يبلغ طول الوادي 170 كم ومتوسط انحداره 2,5 م / كم. ينبع من هضاب الضيرين، ويصب في عريق الحمل. من أهم روافده وادي الحميل.